# Karlsruhe Hauptbahnhof
Karlsruhe Hauptbahnhof (magyarul: Karlsruhe főpályaudvar) egyike Németország legnagyobb vasúti pályaudvarainak. Naponta több mint 60 000 utas fordul meg itt. Az állomás 16 vágányos. Naponta 385 vonat indul innen Németország különböző részeibe, továbbá Európa nagyvárosaiba. Az állomás 1913-ban nyílt meg. A német vasútállomás-kategóriák első osztályába tartozik, ebben a kategóriában 20 német főpályaudvar található, jellemzően a legnagyobbak és legfontosabbak.

## Járatok

### Távolsági járatok
| Járat      | Útvonal | Járatsűrűség         |
| ---------- | --- | -------------------- |
| ICE 12     | Berlin Ost – Braunschweig – Frankfurt – Mannheim – Karlsruhe – Offenburg – Freiburg – Basel (– Bern – Interlaken) | kétóránként          |
| ICE 20     | (Kiel –) Hamburg – Hannover – Kassel-Wilhelmshöhe – Frankfurt – Mannheim – Karlsruhe – Baden-Baden – Freiburg – Basel – Zürich (– Chur)                                                                               | kétóránként          |
| ICE 26     | (Ostseebad Binz – Stralsund –) Hamburg – Hannover – Kassel-Wilhelmshöhe – Gießen – Frankfurt – Heidelberg – Karlsruhe                                                                                                 | kétóránként          |
| IC 30      | (Greifswald ← Stralsund ←) Hamburg – Bréma – Dortmund – Duisburg – Köln – Koblenz – Mainz – Mannheim – Stuttgart – Karlsruhe – Baden-Baden – Offenburg                                                                | egy vonatpár         |
| EC 30      | Hamburg – Bremen – Münster – Dortmund – Duisburg – Köln – Koblenz – Mainz – Mannheim – Karlsruhe – Baden-Baden – Freiburg – Basel – Zürich bzw. Interlaken                                                            | két vonatpár naponta |
| IC 35      | Emden – Lingen – Münster – Recklinghausen – Duisburg – Köln – Koblenz – Mannheim – Karlsruhe – Offenburg – Konstanz                                                                                                   | bizonyos vonatok     |
| ICE 43     | (Hannover – Dortmund –)bzw. (Amsterdam – Duisburg –) Köln – Frankfurt Flughafen – Mannheim – Karlsruhe – Offenburg – Freiburg – Basel                                                                                 | kétóránként          |
| IC 60      | (Basel Bad – Freiburg – Offenburg – Baden-Baden –) Karlsruhe – Stuttgart – Ulm – Augsburg – München | kétóránként          |
| IC 61      | Karlsruhe – Pforzheim – Stuttgart – Aalen – Nürnberg (– Bamberg – Lichtenfels – Saalfeld(Saale) – Jena Paradies – Weißenfels – Leipzig)                                                                               | kétóránként          |
| ICE/TGV 82 | Paris Est – Strasbourg – Karlsruhe – Mannheim – Frankfurt | két vonatpár naponta |
| ICE/TGV 83 | Paris Est – Strasbourg – Karlsruhe – Stuttgart (– Ulm – Augsburg – München) | öt vonatpár naponta  |
| TGV 84     | Frankfurt – Mannheim – Karlsruhe – Baden-Baden – Strasbourg – Mulhouse-Ville – Belfort-Montbéliard – Besançon Franche-Comté – Chalon-sur-Saône – Lyon-Part-Dieu – Avignon – Aix-en-Provence – Marseille-Saint-Charles | egy vonatpár naponta |
| ICE 85     | Frankfurt – Mannheim – Karlsruhe – Baden-Baden – Freiburg – Basel – Luzern – Bellinzona – Lugano – Chiasso – Monza – Milano Centrale                                                                                  | egy vonatpár naponta |

### S-Bahn
| Járatszám | Útvonal |
| --------- | --- |
| S 1       | Linkenheim-Hochstetten – Eggenstein-Leopoldshafen – KA-Neureut – Karlsruhe Marktplatz – Karlsruhe Bahnhofsvorplatz – KA-Rüppurr – Ettlingen – Waldbronn-Busenbach – Bad Herrenalb                                  |
| S 11      | Linkenheim-Hochstetten – Eggenstein-Leopoldshafen – KA-Neureut – Karlsruhe Marktplatz – Karlsruhe Bahnhofsvorplatz – KA-Rüppurr – Ettlingen – Waldbronn-Busenbach – Karlsbad-Langensteinbach – Karlsbad‑Ittersbach |
| S 3       | Karlsruhe Hbf – KA-Durlach – Bruchsal – Heidelberg – Mannheim – Ludwigshafen (Rhein) – Schifferstadt – Speyer – Germersheim                                                                                        |
| S 31      | Karlsruhe Hbf – KA-Durlach Bf – Bruchsal – Östringen‑Odenheim |
| S 32      | Karlsruhe Hbf – KA-Durlach Bf – Bruchsal – Kraichtal-Menzingen |
| S 4       | Karlsruhe, Albtalbahnhof – Karlsruhe Bahnhofsvorplatz – Karlsruhe Marktplatz – KA-Durlach Bf – Bretten – Eppingen – Heilbronn Bahnhofsvorplatz – Öhringen-Cappel                                                   |
| S 52      | Germersheim - Wörth am Rhein - Karlsruhe Albtalbahnhof - Karlsruhe Bahnhofvorplatz - Karlsruhe Marktplatz (Pyramide)                                                                                               |

## Vasútvonalak
- Mannheim–Karlsruhe–Bázel nagysebességű vasútvonal
- Karlsruhe–Mühlacker-vasútvonal
- Winden–Karlsruhe-vasútvonal
- Rheinbahn